# Stazione di Miyahara
La stazione di Miyahara (宮原駅?, Miyahara-eki) è una stazione ferroviaria situata nel quartiere di Kita-ku a Saitama, città della prefettura omonima, servita dalle linee Shōnan-Shinjuku e Takasaki della JR East.

## Linee
East Japan Railway Company
■ Linea Takasaki
■ Linea Shōnan-Shinjuku

## Struttura
La stazione è dotata di due marciapiedi a isola con quattro binari in superficie.
| 1-2 | ■ Linea Takasaki        | per Ōmiya, Urawa e Ueno                        |
| 1-2 | ■ Linea Shōnan-Shinjuku | per Ōmiya, Shinjuku, Yokohama, Ōfuna e Odawara |
| 3-4 | ■ Linea Takasaki        | per Kumagaya, Kagohara, Takasaki e Maebashi    |

## Stazioni adiacenti
| «              | Servizio                      | »              |
| Linea Takasaki | Linea Takasaki                | Linea Takasaki |
| -------------- | ----------------------------- | -------------- |
| Ōmiya          | Locale Rapido Shōnan-Shinjuku | Ageo           |